# Nuthall Temple
Nuthall Temple war ein Landhaus in der englischen Grafschaft Nottinghamshire. Das in den 1750er-Jahren gebaute Haus war eines von fünf Häusern im Vereinigten Königreich, die von Palladios Villa Capra „La Rotonda“ in Vicenza beeinflusst waren.
Nur zwei Beispiele aus dem 18. Jahrhundert sind bis heute noch erhalten: Mereworth Castle und Chiswick House. Beide Häuser sind heute von English Heritage als historische Gebäude I. Grades gelistet. Das vierte, Foots Cray Place, wurde 1950 nach einem Brand im Jahre 1949 abgerissen, während das fünfte, Henbury Hall, erst in den 1980er-Jahren errichtet wurde.

## Geschichte

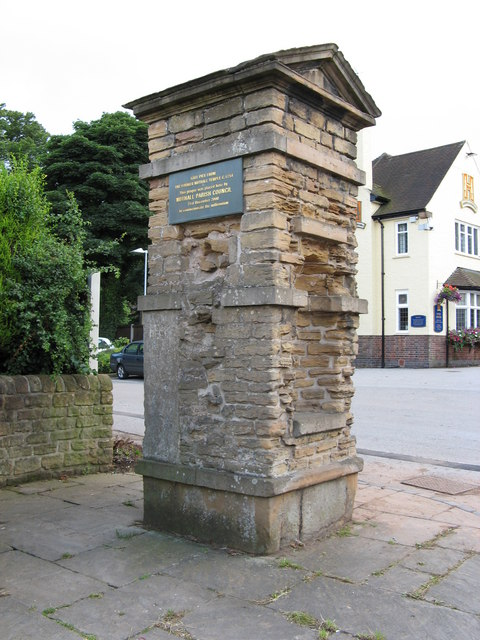
Ehemaliger Torsäule des Eingangs

Nuthall Temple wurde 1757, gegen Ende der palladianistischen Baumode in England, fertiggestellt. Das Haus ist nicht so sehr wie die früher errichteten Exemplare eine genaue Kopie von „La Rotonda“, wenn auch die Hommage an Palladios Konzepte stark betont war. Tatsächlich sah Nuthall Temple eher der Rocca Pisana (1578) von Palladios Schüler Vincenzo Scamozzi ähnlich. Diese Ähnlichkeit macht die Architektur von Nuthall besonders interessant, da Scamozzis Gebäude wie Nuthall einen zurückgesetzten Portikus anstatt vor die Fassade gesetzter Säulen besitzt. Die sollte ein typisches Detail klassizistischer Architektur werden, die dem Palladianismus in England nachfolgte. Dies macht Nuthall Temple zu einem Avant-Garde-Gebäude.
Der Plan wird Thomas Wright zugeschrieben; sein Auftraggeber war ein Landbesitzer, Charles Sedley. Das Haus wurde um eine 17,5 Meter hohe Halle unter einer zentralen Kuppel herum gebaut. Diese Mittelhalle wurde mit Rokokostuck verziert, dessen künstlerischer Standard leicht dem von Claydon House entspricht. 1778 beauftragte Sedley James Wyatt mit der Durchführung einiger Umbauten. Außen schloss dies u. a. den Einbau venezianischer Fenster an der Gartenfassade und die Absenkung der Balustraden ein. Innen stellte die Umgestaltung des Musikzimmers heraus, wie der Geschmack sich innerhalb kürzester Zeit verändert hatte.
Der letzte Eigentümer, der im Nuthall Temple wohnte, war Reverend Robert Holden, Rektor der Gemeinde, dessen Familie das Anwesen gehörte, seit sein Vorfahr Robert Holden es 1819 für seinen zweiten Sohn in einer Auktion ersteigerte. Die Holdens waren eine etablierte Familie aus Derbyshire, die sowohl selbst stark in den Landkauf investierten als auch durch Heirat Verbindungen zu vielen anderen, benachbarten Landeignerfamilien geknüpft hatten. Anfang des 19. Jahrhunderts wohnte in Nuthall Temple ein junger Zweig der Familie Holden und von 1844 bis 1853 war das Haus vorübergehend fremdvermietet. In dieser Zeit war es stets in gutem Erhaltungszustand und es wurden innen wie außen auch etliche Verbesserungen angebracht.
Als Reverend Robert Holden 1926 starb, folgte ihm sein Sohn Robert Millington Holden als Besitzer des Anwesens nach. Wegen fallenden landwirtschaftlichen Ertrages und außergewöhnlich hoher Grundsteuern war er zum Verkauf gezwungen. Bei der Versteigerung am 2. November 1927 konnten Haus und Parkland zunächst nicht verkauft werden. Über die Zwischenkriegszeit führten hohe Besteuerung, der Niedergang der Landwirtschaft und abnehmende gesellschaftliche und politische Bedeutung der Landeigner dazu, dass diese sich nun zunehmend auf ihr finanzielles Überleben konzentrierten und nicht auf gesellschaftlichen Glanz. Nuthall Temple und der verbleibende Grund wurden anschließend privat verkauft. Einrichtungsgegenstände wurden wiederum in einer Auktion am 23. und 24. Mai 1929 in 529 Lots versteigert.

## Abriss
Die verbleibende Gebäudehülle wurde für £ 800 an die Firma J. H. Brough and Co. in Beeston verkauft, die später im selben Sommer über den öffentlichen Abriss wachte.
Am 31. Juli 1929 wurde der Westflügel mit Zündern bestückt und mit Paraffin übergossen. Anschließend wurde er in Gegenwart der erwartungsfrohen Menge angezündet. Die so geschwächte Struktur wurde dann Wand für Wand eingerissen.
Die Ruine von Nuthall Temple blieb stehen, nachdem alle veräußerbaren Werte daraus entfernt und das meiste Baumaterial abtransportiert worden war. Erst 1966 wurden die Reste abgerissen, um für die Verlängerung der Autobahn M1 Platz zu schaffen. Über das Anwesen des früheren Hauses verläuft heute zwischen den Resten des ehemaligen Landschaftsparks eine der Zubringerstraßen zur Anschlussstelle 26 der Autobahn.
Einige Ausstattungsstücke des Hauses wurden in das Temple Wood House in Frogshall, einem Ortsteil von Northrepps, eingebaut.